# Meilleur buteur du championnat de Tunisie de football
Au lendemain de l'indépendance de la Tunisie, le journal Le Petit Matin prend en charge l'établissement du classement du meilleur buteur du championnat de Tunisie de football. Le journal Al Amal prend la relève en 1961 puis c'est L'Action tunisienne qui officialise le classement et le dote d'un prix à partir de 1967, parallèlement avec l'hebdomadaire Le Sport. Puis, avec le développement des médias et de la couverture des matchs de Ligue I, ce classement devient plus connu.
La Fédération tunisienne de football décide de le doter d'un prix qui doit être remis le même jour que le trophée du championnat. Cependant, le comportement anti-sportif du lauréat de 2012, Youssef Msakni, à l'égard de l'arbitre et de l'adversaire lors du dernier match de championnat, amène les responsables à l'ajourner.

## Meilleurs buteurs par nombre de buts
| Rang | Joueurs               | Buts | Clubs                                                                                               |
| ---- | --------------------- | ---- | --------------------------------------------------------------------------------------------------- |
| 1    | Ezzedine Chakroun     | 116  | Sfax railway sport                                                                                  |
| 2    | Hédi Bayari           | 110  | Club africain                                                                                       |
| 3    | Tarak Dhiab           | 107  | Espérance sportive de Tunis                                                                         |
| 4    | Habib Mougou          | 99   | Étoile sportive du Sahel                                                                            |
| 5    | Mohamed Salah Jedidi  | 98   | Club africain                                                                                       |
| 6    | Adel Sellimi          | 90   | Club africain                                                                                       |
| 7    | Abdelkader Ben Hassen | 89   | Club olympique des transports (44), Espérance sportive de Tunis (12), Club athlétique bizertin (33) |
| 8    | Abdelmajid Tlemçani   | 88   | Espérance sportive de Tunis                                                                         |
| 9    | Abdelhamid Hergal     | 85   | Stade tunisien                                                                                      |
| 10   | Nabil Bechaouch       | 82   | Olympique de Béja (71), Stade tunisien (8), Club sportif sfaxien (3)                                |
| 11   | Moncef Khouini        | 81   | Club africain                                                                                       |
| 11   | Sami Touati           | 81   | Club africain (80), Stade tunisien (1)                                                              |
| 12   | Mongi Dalhoum         | 80   | Club sportif sfaxien                                                                                |
| 13   | Raouf Ben Aziza       | 79   | Étoile sportive du Sahel (70), Club sportif de Hammam Lif (9)                                       |
| 14   | Faouzi Rouissi        | 78   | Club africain                                                                                       |
| 14   | Noureddine Diwa       | 78   | Stade tunisien (75), Espérance sportive de Tunis (3)                                                |
| 14   | Abdesselem Chemam     | 78   | Avenir sportif de La Marsa                                                                          |
| 15   | Mohamed Ali Akid      | 77   | Club sportif sfaxien                                                                                |
| 16   | Hammadi Agrebi        | 75   | Club sportif sfaxien                                                                                |
| 16   | Mohieddine Habita     | 75   | Club olympique des transports                                                                       |
| 17   | Saâd Karmous          | 74   | Club sportif de Hammam Lif (72), Union sportive tunisienne (2)                                      |
| 18   | Moncef Chérif         | 71   | Stade tunisien                                                                                      |
| 18   | Moncef Ouada          | 71   | Jeunesse sportive kairouanaise                                                                      |
| 19   | Jameleddine Limam     | 70   | Stade tunisien (49), Club africain (21)                                                             |

## Meilleurs buteurs par saison
- Le joueur a remporté le soulier d'or tunisien.

| Saison    | Joueur                                                       | Pays                | Club                                                                                       | Buts | Ref.   |
| --------- | ------------------------------------------------------------ | ------------------- | ------------------------------------------------------------------------------------------ | ---- | ------ |
| 1955-1956 | Habib Mougou                                                 | Tunisie             | Étoile sportive du Sahel                                                                   | 25   | [ 2 ]  |
| 1956-1957 | Brahim Ben Miled                                             | Tunisie             | Jeunesse sportive métouienne                                                               | 20   | [ 3 ]  |
| 1957-1958 | Habib Mougou Boubaker Haddad                                 | Tunisie             | Étoile sportive du Sahel Club athlétique bizertin                                          | 28   | [ 4 ]  |
| 1958-1959 | Abdelmajid Tlemçani                                          | Tunisie             | Espérance sportive de Tunis                                                                | 32   | [ 5 ]  |
| 1959-1960 | Abdelmajid Tlemçani                                          | Tunisie             | Espérance sportive de Tunis                                                                | 22   | [ 6 ]  |
| 1960-1961 | Ammar Merrichkou                                             | Tunisie             | Avenir sportif de La Marsa                                                                 | 18   | [ 7 ]  |
| 1961-1962 | Chedly Laaouini                                              | Tunisie             | Espérance sportive de Tunis                                                                | 16   | [ 8 ]  |
| 1962-1963 | Mokhtar Chelbi                                               | Tunisie             | Avenir sportif de La Marsa                                                                 | 16   | [ 9 ]  |
| 1963-1964 | Mongi Dalhoum                                                | Tunisie             | Club sportif sfaxien                                                                       | 15   | [ 10 ] |
| 1964-1965 | Mohamed Salah Jedidi                                         | Tunisie             | Club africain                                                                              | 17   | [ 11 ] |
| 1965-1966 | Mongi Dalhoum                                                | Tunisie             | Club sportif sfaxien                                                                       | 18   | [ 12 ] |
| 1966-1967 | Abdelwahab Lahmar                                            | Tunisie             | Stade tunisien                                                                             | 14   | [ 13 ] |
| 1967-1968 | Kamel Henia                                                  | Tunisie             | Club sportif de Hammam Lif                                                                 | 10   | [ 14 ] |
| 1968-1969 | Mohamed Salah Jedidi                                         | Tunisie             | Club africain                                                                              | 17   | [ 15 ] |
| 1969-1970 | Othman Jenayah                                               | Tunisie             | Étoile sportive du Sahel                                                                   | 17   | [ 16 ] |
| 1970-1971 | Abdesselam Adhouma                                           | Tunisie             | Étoile sportive du Sahel                                                                   | 24   | [ 17 ] |
| 1971-1972 | Moncef Khouini                                               | Tunisie             | Club africain                                                                              | 12   | [ 18 ] |
| 1972-1973 | Ezzedine Chakroun                                            | Tunisie             | Sfax railway sport                                                                         | 23   | [ 19 ] |
| 1973-1974 | Abdesselam Adhouma                                           | Tunisie             | Étoile sportive du Sahel                                                                   | 16   | [ 20 ] |
| 1974-1975 | Zoubeir Boughnia                                             | Tunisie             | Espérance sportive de Tunis                                                                | 24   | [ 21 ] |
| 1975-1976 | Raouf Ben Aziza                                              | Tunisie             | Étoile sportive du Sahel                                                                   | 20   | [ 22 ] |
| 1976-1977 | Moncef Ouada                                                 | Tunisie             | Jeunesse sportive kairouanaise                                                             | 16   | [ 23 ] |
| 1977-1978 | Raouf Ben Aziza                                              | Tunisie             | Étoile sportive du Sahel                                                                   | 20   | [ 24 ] |
| 1978-1979 | Mahmoud Tebourski                                            | Tunisie             | Olympique du Kef                                                                           | 13   | [ 25 ] |
| 1979-1980 | Hédi Bayari                                                  | Tunisie             | Club africain                                                                              | 14   | [ 26 ] |
| 1980-1981 | Habib Gasmi                                                  | Tunisie             | Club africain                                                                              | 16   | [ 27 ] |
| 1981-1982 | Riadh El Fahem                                               | Tunisie             | Espérance sportive de Tunis                                                                | 13   | [ 28 ] |
| 1982-1983 | Hédi Bayari                                                  | Tunisie             | Club africain                                                                              | 17   | [ 29 ] |
| 1983-1984 | Hédi Bayari                                                  | Tunisie             | Club africain                                                                              | 12   | [ 30 ] |
| 1984-1985 | Faouzi Henchiri                                              | Tunisie             | Club olympique des transports                                                              | 9    | [ 31 ] |
| 1985-1986 | Nabil Tasco                                                  | Tunisie             | Club sportif de Hammam Lif                                                                 | 12   | [ 32 ] |
| 1986-1987 | Adnène Laajili                                               | Tunisie             | Union sportive monastirienne                                                               | 14   | [ 33 ] |
| 1987-1988 | Nabil Maâloul                                                | Tunisie             | Espérance sportive de Tunis                                                                | 14   | [ 34 ] |
| 1988-1989 | Abdelhamid Hergal                                            | Tunisie             | Stade tunisien                                                                             | 15   | [ 35 ] |
| 1989-1990 | Faouzi Rouissi                                               | Tunisie             | Club africain                                                                              | 18   | [ 36 ] |
| 1990-1991 | Fethi Chehaibi (Bargou)                                      | Tunisie             | Jeunesse sportive kairouanaise                                                             | 19   | [ 37 ] |
| 1991-1992 | Hechmi Sassi Amor Ben Tahar                                  | Tunisie             | Stade tunisien Océano Club de Kerkennah                                                    | 14   | [ 38 ] |
| 1992-1993 | Abdelkader Ben Hassen Kenneth Malitoli                       | Tunisie Zambie      | Club athlétique bizertin Espérance sportive de Tunis                                       | 18   | [ 39 ] |
| 1993-1994 | Kenneth Malitoli                                             | Zambie              | Espérance sportive de Tunis                                                                | 14   | [ 40 ] |
| 1994-1995 | Belhassen Aloui                                              | Tunisie             | Club sportif de Hammam Lif                                                                 | 18   | [ 41 ] |
| 1995-1996 | Sami Touati                                                  | Tunisie             | Club africain                                                                              | 17   | [ 42 ] |
| 1996-1997 | Sami Laaroussi                                               | Tunisie             | Espérance sportive de Tunis                                                                | 14   | [ 43 ] |
| 1997-1998 | Abdelkader Ben Hassen Zied Tlemçani                          | Tunisie             | Club athlétique bizertin Espérance sportive de Tunis                                       | 15   | [ 44 ] |
| 1998-1999 | Francileudo Santos                                           | Brésil              | Étoile sportive du Sahel                                                                   | 14   | [ 45 ] |
| 1999-2000 | Ali Zitouni                                                  | Tunisie             | Espérance sportive de Tunis                                                                | 19   | [ 46 ] |
| 2000-2001 | Oussama Sellami                                              | Tunisie             | Stade tunisien                                                                             | 11   | [ 47 ] |
| 2001-2002 | Kandia Traoré                                                | Côte d'Ivoire       | Espérance sportive de Tunis                                                                | 13   | [ 48 ] |
| 2002-2003 | Mohamed Selliti                                              | Tunisie             | Stade tunisien                                                                             | 12   | [ 49 ] |
| 2003-2004 | Nabil Missaoui Haikel Gmamdia Tenema N'Diaye                 | Tunisie Mali        | Club africain Club sportif sfaxien                                                         | 9    | [ 50 ] |
| 2004-2005 | Haikel Gmamdia                                               | Tunisie             | Club sportif sfaxien                                                                       | 12   | [ 51 ] |
| 2005-2006 | Amine Ltifi                                                  | Tunisie             | Espérance sportive de Tunis                                                                | 16   | [ 52 ] |
| 2006-2007 | Tarek Ziadi                                                  | Tunisie             | Club sportif sfaxien                                                                       | 13   | [ 53 ] |
| 2007-2008 | Wissem Ben Yahia                                             | Tunisie             | Club africain                                                                              | 10   | [ 54 ] |
| 2008-2009 | Michael Eneramo                                              | Nigeria             | Espérance sportive de Tunis                                                                | 18   | [ 55 ] |
| 2009-2010 | Michael Eneramo                                              | Nigeria             | Espérance sportive de Tunis                                                                | 13   | [ 56 ] |
| 2010-2011 | Ahmed Akaichi                                                | Tunisie             | Étoile sportive du Sahel                                                                   | 14   | [ 57 ] |
| 2011-2012 | Youssef Msakni                                               | Tunisie             | Espérance sportive de Tunis                                                                | 17   | [ 58 ] |
| 2012-2013 | Abdelmoumene Djabou Haythem Jouini                           | Algérie Tunisie     | Club africain Espérance sportive de Tunis                                                  | 8    | [ 59 ] |
| 2013-2014 | Baghdad Bounedjah                                            | Algérie             | Étoile sportive du Sahel                                                                   | 14   | [ 60 ] |
| 2014-2015 | Saber Khalifa                                                | Tunisie             | Club africain                                                                              | 15   | [ 61 ] |
| 2015-2016 | Ali Maaloul                                                  | Tunisie             | Club sportif sfaxien                                                                       | 16   | [ 62 ] |
| 2016-2017 | Taha Yassine Khenissi                                        | Tunisie             | Espérance sportive de Tunis                                                                | 14   | [ 63 ] |
| 2017-2018 | Saber Khalifa Alaeddine Marzouki Zied Ounalli Lassaad Jaziri | Tunisie             | Club africain Club sportif sfaxien Club athlétique bizertin Union sportive de Ben Guerdane | 9    | [ 64 ] |
| 2018-2019 | Taha Yassine Khenissi Firas Chaouat                          | Tunisie             | Espérance sportive de Tunis Club sportif sfaxien                                           | 10   | [ 65 ] |
| 2019-2020 | Anthony Okpotu (en)                                          | Nigeria             | Union sportive monastirienne                                                               | 13   | [ 66 ] |
| 2020-2021 | Aymen Sfaxi (en)                                             | Tunisie             | Étoile sportive du Sahel                                                                   | 9    | [ 67 ] |
| 2021-2022 | Mohamed Ali Ben Hammouda                                     | Tunisie             | Espérance sportive de Tunis                                                                | 10   | [ 68 ] |
| 2022-2023 | Rafik Kamergi                                                | Tunisie             | Union sportive de Ben Guerdane                                                             | 14   | [ 69 ] |
| 2023-2024 | Boubacar Traoré (en) Taieb Ben Zitoun Rodrigo Rodrigues (en) | Mali Tunisie Brésil | Union sportive monastirienne Club athlétique bizertin Espérance sportive de Tunis          | 10   | [ 70 ] |